# Quatre saisons dans le désordre
Albums de Daniel Bélanger
Les insomniaques s'amusent
(1992) Tricycle
(1999)
Quatre saisons dans le désordre est le deuxième album du chanteur québécois Daniel Bélanger, paru en 1996.
Il existe pour cet album quatre couleurs différentes, soit bleu, jaune, orange et blanc; une pour chaque saison. Seul le livret est de couleur différente: le disque et le dos de l'album demeurent les mêmes.

## Liste des pistes
| No  | Titre                                                | Durée |
| --- | ---------------------------------------------------- | ----- |
| 1.  | Quatre saisons dans le désordre                      | 4:47  |
| 2.  | Sortez-moi de moi (Daniel Bélanger, Michel Bélanger) | 5:30  |
| 3.  | Les Deux Printemps                                   | 3:14  |
| 4.  | Monsieur Verbêtre                                    | 3:44  |
| 5.  | Respirer dans l'eau                                  | 4:13  |
| 6.  | Cruel (Il fait froid, on gèle)                       | 3:49  |
| 7.  | La Voie lactée                                       | 2:46  |
| 8.  | Les Temps fous                                       | 4:25  |
| 9.  | Imparfait                                            | 3:55  |
| 10. | Le Parapluie                                         | 5:32  |
| 11. | Je fais de moi un homme                              | 4:23  |
| 12. | Projection dans le bleu                              | 3:57  |
| 13. | Primate électrique                                   | 2:38  |

## Musiciens
- Daniel Bélanger : guitares, chant, claviers, vibraphone
- Rick Hayworth : guitares
- Jean-François Lemieux : basse
- Claude Castonguay : claviers
- Marc Lessard : batterie, percussions
- Michel Dupire : percussions
- Daniel Bellegarde : percussions